# Ben Cohen
Benjamin Christopher Cohen (Northampton, 14 settembre 1978) è un ex rugbista a 15 internazionale per l’Inghilterra, in carriera agonistica tre quarti ala, campione del mondo nel 2003.
Clinicamente sordo, è impegnato nell'attivismo sociale fin dal periodo d'attività sportiva, allorché promosse campagne per favorire l'accesso alla disciplina di alto livello anche a persone prive dell'udito; da dopo il suo ritiro, avvenuto nel 2011, ha anche preso posizione contro bullismo e omofobia.

## Biografia
Ben Cohen è nato a Northampton, capoluogo della contea omonima.
Nonostante il suo cognome, Cohen esclude che il suo ramo familiare, almeno nelle sue generazioni più recenti, sia ebreo: «Ebrea [la mia famiglia] lo era qualche generazione fa. Credo non lo sia più da quando il mio bisnonno sposò una donna non ebrea e interruppe la tradizione». Nipote di George Cohen, già calciatore del Fulham (club per il quale egli stesso tifa) che fu campione del mondo del 1966 con l'Inghilterra, Ben Cohen si indirizzò al rugby fin dall'età delle elementari, e a 12 anni fu mandato alle giovanili del Northampton Old Scouts.
A 17 anni fu ingaggiato dai Northampton Saints, debuttando in prima squadra nella stagione 1996-97 e rimanendo titolare fisso per 11 stagioni in Premiership. Ala-estremo versatile, esordì in Nazionale inglese con due mete contro l'Irlanda nella partita inaugurale del Sei Nazioni 2000, e un anno più tardi fu chiamato a far parte del tour australiano dei British Lions, anche se non prese parte ai test match: il suo bilancio in quella spedizione furono due mete contro una compagine del Nuovo Galles del Sud.
Tra il 2002 e il 2003 fu titolare inamovibile della Nazionale, e al suo nome sono legati alcuni dei successi più spettacolari della selezione inglese contro le compagini dell'Emisfero Sud: una meta a novembre 2002 nella partita vinta a Twickenham contro gli All Blacks e, qualche settimana più tardi, due contro gli Wallabies. A giugno del 2003, successivamente, giunse un'altra meta, in casa degli australiani, a coronamento di un tour oceanico chiuso senza una sconfitta.

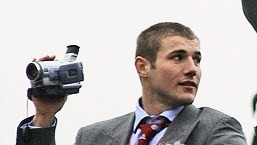
Ben Cohen durante i festeggiamenti per la vittoria nella

Apparve quindi naturale l'inserimento da parte del C.T. Clive Woodward nella rosa dei convocati alla Coppa del Mondo 2003. Cohen fu schierato dall'inizio in sei delle sette partite del torneo e, dopo una finale combattutissima contro l'Australia, vinse la Coppa insieme con la sua squadra, diventando così il secondo membro della sua famiglia a diventare campione del mondo di una disciplina sportiva, 37 anni dopo la realizzazione da parte di suo zio George di un'analoga performance nel calcio, sempre per l'Inghilterra.
Fece ancora parte della squadra inglese nel Sei Nazioni 2004, anche se nei test di fine anno partì dalla panchina. All'inizio del 2005 ammise di non avere più le motivazioni di un tempo, e non fu parte della squadra del Sei Nazioni 2005, anche se le buone prestazioni nel Northampton gli valsero un richiamo alla fine dell'anno, contro l'Australia.
Partecipò al Sei Nazioni 2006 e a gran parte dei match, compresi quelli autunnali, ma non al Sei Nazioni 2007. A maggio di quell'anno, quattro mesi prima della Coppa del Mondo e nonostante la scelta di Brian Ashton di inserirlo nella rosa del tour estivo in Sudafrica, Cohen si chiamò di fatto fuori dalla Nazionale per stare accanto alla moglie, in attesa di due gemelli.
Sebbene non annunciato ufficialmente, la dichiarazione fu vista come il preludio al definitivo ritiro dall'attività internazionale (e, a posteriori, veritiera, in quanto Cohen non scese più in campo per l'Inghilterra, la sua ultima partita internazionale essendo quella giocata contro il Sudafrica a novembre 2006). Al momento del suo abbandono della carriera internazionale vantava 57 presenze e 31 mete, che ne facevano all'epoca il 10° miglior realizzatore di punti e il 2° miglior realizzatore di mete della storia della Nazionale inglese.
Nel maggio 2007 il Northampton retrocesse dalla Premiership e nell'agosto successivo fu tolta a Cohen la fascia di capitano. Questi, contrariato dalla decisione, manifestò la sua decisione di non giocare più per i Saints, aggiungendo che la responsabilità di guidare la squadra in campo anche in Seconda Divisione avrebbe voluto assumersela lui di persona. La decisione di Cohen fu il preludio al divorzio dal club inglese e al trasferimento ai francesi del Brive, club dove trovò il suo connazionale Steve Thompson, e per il quale Cohen firmò fino al 2009.
La decisione di Cohen di rimanere nel rugby a 15 giunse dopo che questi aveva preso in considerazione anche l'idea di passare al XIII (il suo nome fu associato ai Wigan Warriors e agli Harlequins XIII); tra le squadre di rugby a 15 inglesi che avevano manifestato un certo interesse a ingaggiare Cohen v'era stato anche il Leicester, prima che il giocatore scegliesse definitivamente la Francia. Terminato il contratto con il Brive, nell'estate del 2009 Cohen tornò in Inghilterra, ingaggiato dal Sale Sharks. Dopo due stagioni, tuttavia, a causa di una crisi finanziaria del club che mise in uscita 20 giocatori compreso lo stesso Cohen, questi decise di chiudere l'attività agonistica.

### Vita privata
Clinicamente sordo, Cohen è impegnato in una campagna affinché gli operatori del settore adottino un set minimo di indicazioni gestuali onde rendersi comprensibili a coloro che sono affetti da problemi di udito che vogliano intraprendere l'attività rugbistica.
Sposato e padre di due gemelle, Cohen è considerato un'icona gay: ciò è dovuto al fatto di avere sempre presenziato a cerimonie ed eventi sociali organizzati da circoli omosessuali e di essersi sempre pronunciato in favore delle loro istanze; dal sondaggio indetto da un magazine gay britannico nel 2008 risultò essere indicato come il secondo sportivo più sexy del suo Paese dopo il calciatore David Beckham.
Inoltre, nel 2010 offrì all'asta un suo sospensorio firmato e ne donò il ricavato a un'associazione britannica di assistenza agli omosessuali affetti da AIDS.
Quando Cohen, al termine della stagione sportiva 2010-11 dichiarò la fine della sua attività agonistica, annunciò anche di voler dedicarsi alle attività di StandUp, organizzazione no-profit da lui fondata in supporto alle vittime di bullismo (sperimentato in famiglia quando suo padre Peter, fratello di George Cohen, fu assalito nel novembre 2000 da alcuni teppisti per aver tentato di difendere un suo inserviente nel night club che gestiva a Northampton, e un mese dopo morì per le gravi lesioni riportate nell'aggressione), soprattutto di matrice omofoba.

## Palmarès
- Coppe del mondo: 1
Inghilterra: 2003.
- Heineken Cup: 1
Northampton: 1999-2000